# Brownsville (Kentucky)
Brownsville es una ciudad ubicada en el condado de Edmonson en el estado estadounidense de Kentucky. En el Censo de 2010 tenía una población de 836 habitantes y una densidad poblacional de 201,74 personas por km².

## Geografía
Brownsville se encuentra ubicada en las coordenadas 37°11′42″N 86°15′55″O / 37.19500, -86.26528. Según la Oficina del Censo de los Estados Unidos, Brownsville tiene una superficie total de 4.14 km², de la cual 4.14 km² corresponden a tierra firme y (0%) 0 km² es agua.

## Demografía
Según el censo de 2010, había 836 personas residiendo en Brownsville. La densidad de población era de 201,74 hab./km². De los 836 habitantes, Brownsville estaba compuesto por el 97.49% blancos, el 1.08% eran afroamericanos, el 0% eran amerindios, el 0.12% eran asiáticos, el 0% eran isleños del Pacífico, el 0.48% eran de otras razas y el 0.84% pertenecían a dos o más razas. Del total de la población el 0.6% eran hispanos o latinos de cualquier raza.